# Оти (Сома)
Оти (фр. Authie) насеље је и општина у североисточној Француској у региону Пикардија, у департману Сома која припада префектури Амјен.
По подацима из 2011. године у општини је живело 306 становника, а густина насељености је износила 30,82 становника/km². Општина се простире на површини од 9,93 km². Налази се на средњој надморској висини од 90 метара (максималној 157 m, а минималној 73 m).

## Демографија
| 1962. | 1968. | 1975. | 1982. | 1990. | 1999. | 2011. |
| ----- | ----- | ----- | ----- | ----- | ----- | ----- |
| 283   | 294   | 280   | 256   | 208   | 238   | 306   |

График промене броја становника у току последњих година